# Adolph Herseth

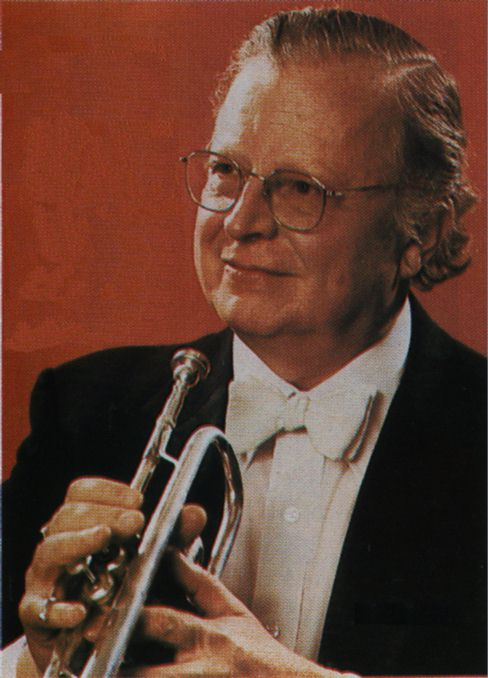
Adolph Herseth

Adolph Sylvester „Bud“ Herseth (* 25. Juli 1921 in Lake Park, Minnesota; † 13. April 2013) war ein US-amerikanischer Trompeter. 
Nach der Schule studierte er Mathematik am Luther College, anschließend leistete er Kriegsdienst an der pazifischen Front. Von 1946 bis 1948 absolvierte er ein Trompeten-Studium bei Georges Mager und Marcel Lafosse am New England Conservatory und wurde nach seinem Abschluss 1948 durch Artur Rodziński zum Solo-Trompeter des Chicago Symphony Orchestra (CSO) berufen, eine Position, die er bis 2001 53 Jahre lang innehatte.
Herseth galt als ein bedeutender Trompetenvirtuose und hat wohl wie kein zweiter Orchestermusiker die Klangphysiognomie seines Ensembles geprägt: den einzigartigen, von der Blechbläsergruppe geprägten Chicago-Sound. Berühmt wurde besonders seine Interpretation der Trompeten-Stimmen der Mahler-Sinfonien unter Sir Georg Solti, Carlo Maria Giulini und Pierre Boulez, von Modest Mussorgskis Bilder einer Ausstellung unter Rafael Kubelik sowie zahlreiche Aufnahmen aus den 1950er und 1960er Jahren unter Fritz Reiner, aber auch der Bruckner-Sinfonien unter Solti und Daniel Barenboim. Platten mit Herseth und dem CSO wurden über fünfzig Mal mit dem „Grammy“ ausgezeichnet. Herseth ist auch solistisch mit dem zweiten Brandenburgischen Konzert von Johann Sebastian Bach sowie den Trompetenkonzerten von Joseph Haydn und Johann Nepomuk Hummel hervorgetreten. 
Er erhielt mehrere Ehrendoktorwürden und wurde 1996 als erster und einziger Orchestermusiker mit dem Preis „Instrumentalist of the Year“ der Zeitschrift Musical America ausgezeichnet.